# Jan Domarski
Jan Andrzej Domarski (Rzeszów, Polonia, 28 de octubre de 1946) es un exjugador, exentrenador de fútbol y actual político polaco. En su etapa como jugador profesional se desempeñaba como centrocampista o delantero.
En 2010, se postuló sin éxito para el Consejo de Rzeszów por la lista del comité Nasz Dom-Rzeszów. Pertenece al partido Derecha de la República. En 2014, fue candidato de este partido para la Asamblea Regional de Subcarpacia por la lista Ley y Justicia, sin obtener un mandato.

## Selección nacional
Fue internacional con la selección polaca en 17 ocasiones y convirtió 2 goles. Formó parte de la selección que obtuvo el tercer lugar en la Copa del Mundo de 1974. Su momento de mayor gloria fue el haber sido autor del gol del empate 1-1 ante Inglaterra en Wembley, que le dio el pase al mundial de Alemania. Antes le había anotado a la propia Inglaterra en Varsovia en la victoria 2-0.

### Participaciones en Copas del Mundo
| Mundial                        | Sede             | Resultado    | Partidos | Goles |
| ------------------------------ | ---------------- | ------------ | -------- | ----- |
| Copa Mundial de Fútbol de 1974 | Alemania Federal | Tercer lugar | 3        | 0     |

## Clubes

### Como jugador
| Club                   | País           | Año       |
| ---------------------- | -------------- | --------- |
| Stal Rzeszów           | Polonia        | 1963-1972 |
| Stal Mielec            | Polonia        | 1972-1976 |
| Nîmes Olympique        | Francia        | 1976-1978 |
| Stal Rzeszów           | Polonia        | 1978-1979 |
| Apklan Resovia Rzeszów | Polonia        | 1979-1981 |
| SAC Wisła Chicago      | Estados Unidos | 1984-1985 |

### Como entrenador
| Club            | País    | Año       |
| --------------- | ------- | --------- |
| Stal Sanok      | Polonia | 1992-1993 |
| Stal Rzeszów    | Polonia | 1993-1994 |
| Wisłok Wiśniowa | Polonia | ¿-?       |

## Palmarés

### Campeonatos nacionales
| Título      | Club        | País    | Año  |
| ----------- | ----------- | ------- | ---- |
| Ekstraklasa | Stal Mielec | Polonia | 1973 |
| Ekstraklasa | Stal Mielec | Polonia | 1976 |